# 유백조
유백조(劉伯造, ? ~ ?)는 전한 말기의 제후로, 청하강왕의 후손이다.

## 행적
아버지 유봉친의 뒤를 이어 동양후(東陽侯)에 봉해졌으나, 전한이 멸망하여 작위가 박탈되었다.

## 출전
- 반고, 《한서》 권15하 왕자후표 下

| 선대 아버지 동양애후 유봉친 | 전한의 동양후 ? ~ 8년 | 후대 (전한 멸망) |